# Larry Weinberg
Lawrence „Larry“ Weinberg ist ein US-amerikanischer Effekt-Supervisor und Lead-Animator.
Weinberg ist der Enkel des frühen Animators Dave Fleischer. Er trug eine Menge zur Entwicklung verschiedenster Computeranimationssoftware sowie zur Animation Supervision bei, und er gewann zudem vier Clio Awards, einen Emmy Award für beste Spezialeffekte in Star Trek: Deep Space Nine und einen Academy Award für die besten Spezialeffekte in Ein Schweinchen namens Babe.
Larry ist ebenfalls Erfinder der Poser-Reihe – einer 3D-Animationssoftware, die heute über große Communitys verfügt.

## Filmografie
- Seafari, Universal Studios
- Der Elfengarten (Photographing Fairies)
- Spider-Man, Universal Studios
- Scooby Doo 2, Warner Bros.
- Spider-Man 2, Universal Studios
- Garfield – Der Film, 20th Century Fox
- Spider-Man 3, Universal Studios